# Sistema de Linde-Hampson

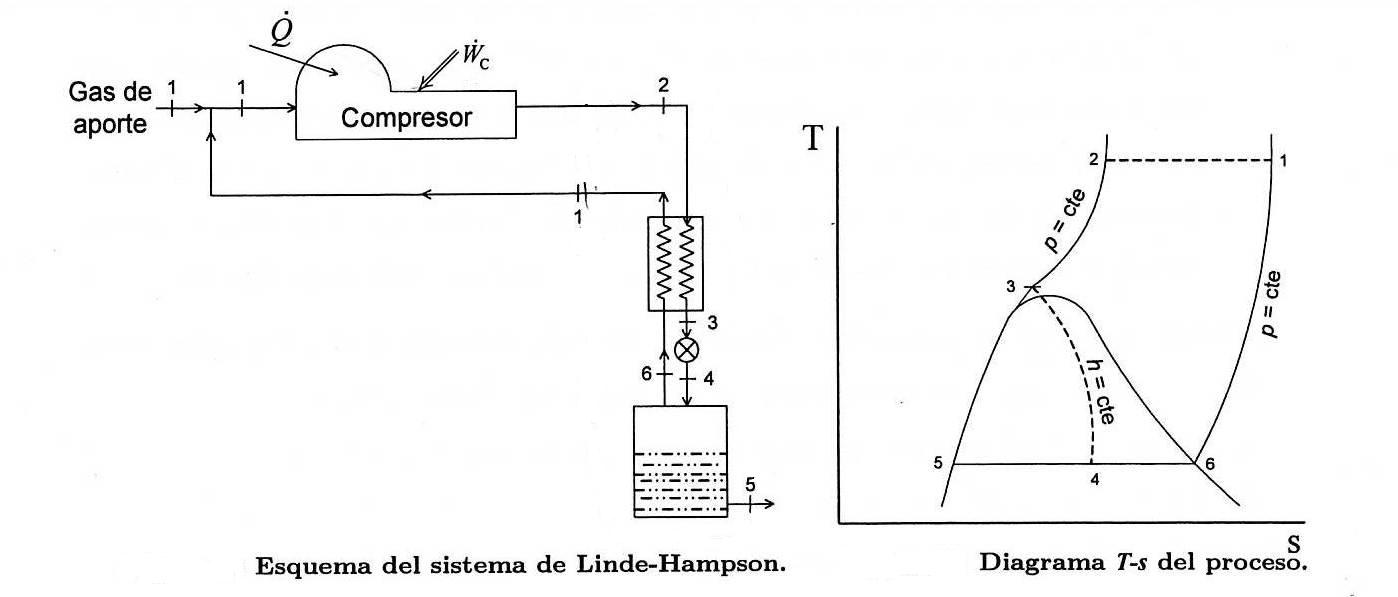
Sistema de Linde-Hampson simple

El sistema de Linde-Hampson és un sistema de liqüefacció de gasos molt estès en aplicacions poc exigides de criogènia a causa de la seva senzillesa i basa el seu funcionament en l'Efecte Joule-Thomson. Els elements bàsics d'aquest sistema són: compressor, intercanviador de calor, vàlvula d'expansió i càmera de liquació.
Dins d'aquest sistema de liquació poden trobar-se algunes variants.
William Hampson i Carl von Linde van presentar de forma independent la patent del cicle en 1895.

## Sistema Linde-Hampson simple
El sistema està compost per un compressor, un intercanviador de calor, una vàlvula d'expansió i un dipòsit per al gas liquat. El gas d'aportació entra al sistema a través del compressor, on se li aplica treball i s'extreu calor, després del compressor el gas es troba comprimit i a temperatura ambient. A continuació el gas passa per un bescanviador de calor on es refreda, i just després, el gas fred i comprimit s'expandeix a través d'una vàlvula fins a la pressió ambienti, en aquesta expansió el gas es refreda encara més a causa de l'efecte Joule-Thomsom i passa a la càmera de liquació, en aquesta càmera parteix del gas entra en estat de líquid saturat i s'extreu. El gas fred que no ha estat liquat es mana al bescanviador de calor situada abans de la vàlvula i després s'afegeix al corrent d'aportació que entra al compressor. Per mantenir el funcionament estacionari la massa de gas d'aportació ha de ser igual a la massa de gas liquat que s'extreu del sistema.
L'esquema del sistema i el cicle termodinàmic seguit pel gas es mostren en les figures.

## Sistema de Linde-Hampson amb refredament previ

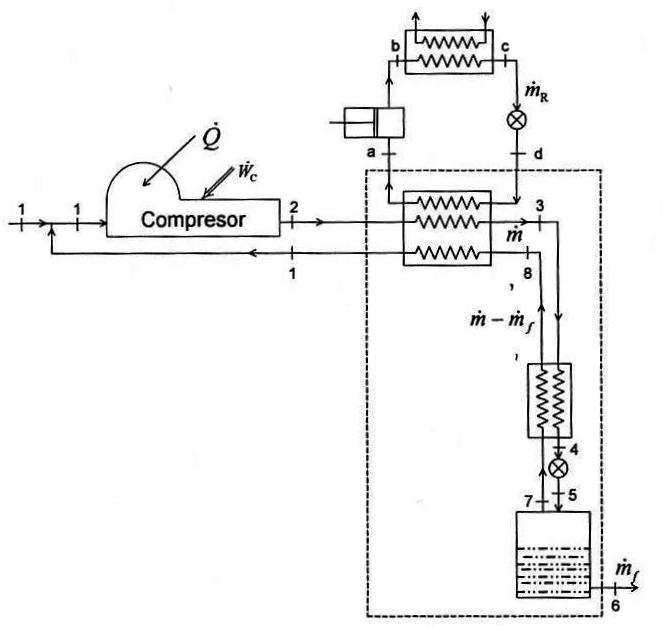
Sistema de Linde-Hampson amb refredament previ

Aquest sistema és una modificació del sistema anterior. La modificació consisteix en enfríar el gas que surt del compressor fins a temperatures inferiors a l'ambienti, amb aquest refredament es permet augmentar la fracció liquada i reduir la pressió necessària després del compressor, amb el que reduïm la potència necessària i, per tant, el cost per unitat de gas liquat.
Com l'interval entre la temperatura d'entrada al liquador i la temperatura ambienti per a un rendiment màxim és, en general molt gran solen utilitzar-se màquines frigorífiques en cascada. Aquest sistema de refrigeració en cascada, suggerit per Keesom, va ser el primer sistema que es va utilitzar per a liquar aire.
En una planta per liquar nitrogen, gas natural se solen usar màquines frigorífiques en cascada. Una màquina frigorífica de propà refreda un corrent de metà, l'evaporador del qual refreda el corrent de nitrogen que es va a liquar.

## Sistema de Linde-Hampson dual

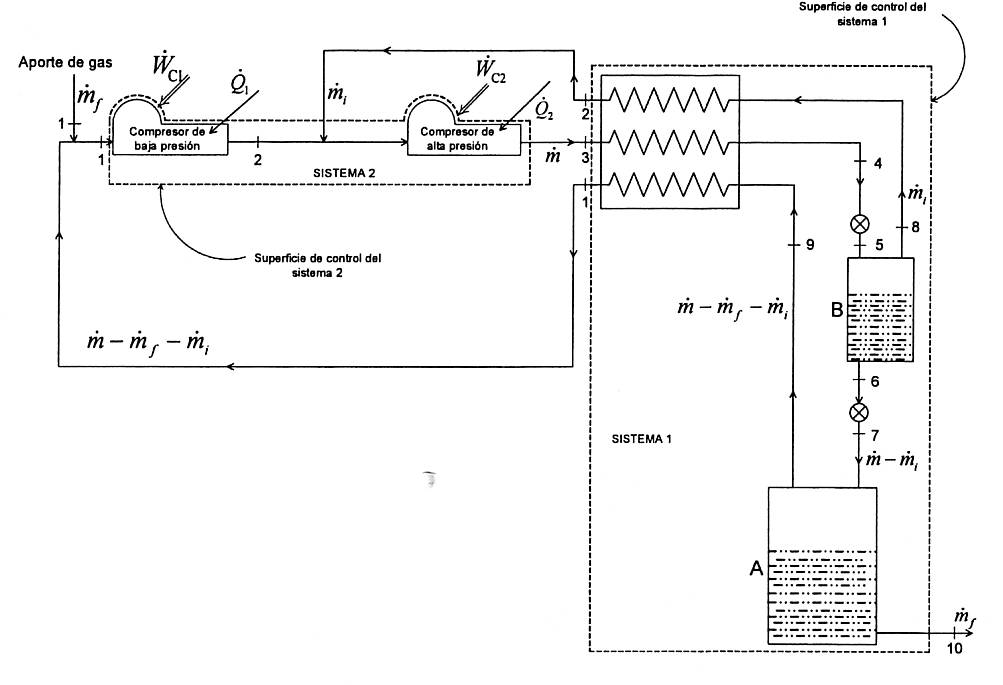
Sistema de Linde-Hampson dual

Aquesta modificació del sistema simple es realitza per reduir el treball total requerit encara que comporta una reducció de la fracció liquada. Com en el sistema simple només una petita fracció del gas que es comprimeix es liqua, es podrà fer la modificació que no tot el gas s'expandeixi fins a la pressió de liquació, sinó que una petita porció d'aquest gas s'expandeixi fins a una pressió intermèdia. El treball necessari per a la compressió és funció de la relació de compressió, per tant reduint aquesta, es redueix el treball. La planta incorpora dues etapes d'expansió de Joule-Thompson. La càmera d'evaporació de la qual s'extreu el gas liquat funciona generalment a pressió ambienti.
En aquest sistema, el gas es comprimeix primer fins a una pressió intermèdia i després fins a la pressió més alta del cicle, una vegada que se li ha incorporat el gas que retorna de la càmera de liquació intermèdia. El gas a alta pressió passa a través d'un bescanviador de calor de tres canals en el qual escalfa els fluxos que tornen des de les càmeres d'evaporació. Després el corrent s'expansiona fins a la pressió de la càmera intermèdia. La fracció de la despesa màssica de gas que des de la càmera intermèdia no és retornat per ser comprimit en el compressor d'alta pressió s'expansiona fins a la pressió més baixa del cicle en la càmera de liquació d'on s'extreu el gas liquat.
El sistema dual pot combinar-se també amb el de refredament previ, amb un combinador de calor situada després del compressor d'alta pressió.